# Gesu no Kiwami Otome
Gesu no Kiwami Otome (ゲスの極み乙女。, "Donzela no Limite da Rudeza") é uma banda Japonesa formada em 2012 pelo líder da banda indigo la End, Enon Kawatani (川谷 絵音). Descrevendo seu estilo como "hip-hop progressivo", a banda estreou em 2013 com o selo independente Space Shower, posteriormente assinado com a Unborde, selo do Warner Music Group. A banda entrou em hiato em outubro de 2016, devido a assuntos pessoais do vocalista Enon, mas retomou as atividades normais, lançando seu terceiro álbum de estúdio, Daruma Ringo.

## Biografia
A banda foi formada em Maio de 2012 por Enon Kawatani com membros de outras unidades musicais. Kawatani formou a banda com pessoas que respeitava e com as quais tinha gostado de trabalhar. Kawatani trabalhou simultaneamente como vocalista e compositor para a indigo la End, uma banda que ele tinha sido membro desde 2009. Dos membros, ele escolheu Kyūjitsu Kachō, que era um ex-membro do Indigo la End, bem como Chan Mari e Hona Ikoka, das bandas  Crimson e Microcosm, respectivamente. Os integrantes se conheciam desde o início de 2010, por terem trabalhado juntas em diferentes eventos no na casa de shows Era, em Shimokitazawa, Tóquio. Eles viram o projeto mais como diversão, além de seus empreendimentos musical habituais. O nome da banda veio de uma tote bag personalizada que Chan Mari tinha trazido com ela para o estúdio de gravação, que tinha sido criado por uma amiga dela que frequentou a escola de arte.
indigo la End lançou seu álbum de estréia Yoru ni Mahō o Kakerarete em fevereiro de 2013. Dois meses mais tarde, foi o primeiro lançamento Gesu no Kiwami Otome, o extended play Dress no Nugikata, que foi gravado em apenas dois dias. A banda fez inúmeros shows ao vivo ao redor do Japão, em 2013, e em setembro se tornaram os DJs usuaus para o programa da rádio J-Wave, The Kings Place.

## Discografia

### Albuns de estúdio
| Título                                                        | Detalhes do álbum                                                                           | Melhores posições | Melhores posições | Vendas (JP) | Certificações                                               |
| Título                                                        | Detalhes do álbum                                                                           | JP                | TW East Asian     | Vendas (JP) | Certificações                                               |
| ------------------------------------------------------------- | ------------------------------------------------------------------------------------------- | ----------------- | ----------------- | ----------- | ----------------------------------------------------------- |
| Miryoku ga Sugoi yo (魅力がすごいよ, "Seu charme é incrível") | - Lançado: 28 de outubro de 2014 (JP) - Gravadora: Unborde - Formatos: CD, download digital | 4                 | 20                | 84,000      | - Associação da Indústria de Gravação do Japão (RIAJ): Ouro |
| Ryōseibai (両成敗, "Ambos os lados têm culpa")                | - Lançado: 13 de janeiro de 2016 (JP) - Gravadora: Unborde - Formatos: CD, download digital | 1                 | Predefinição:Tba  | 105,000     |                                                             |
| Daruma Ringo (達磨林檎, "Maçã Daruma")                        | - Lançado: 10 de maio de 2017 (JP) - Gravadora: Unborde - Formatos: CD, download digital    | 3                 | Predefinição:Tba  |             |                                                             |

### Extended plays (EP)
| Title | Album details                                                                                         | Melhores posições | Vendas (JP) |
| Title | Album details                                                                                         | JP                | Vendas (JP) |
| --- | --- | ----------------- | ----------- |
| Dress no Nugikata (ドレスの脱ぎ方, "A maneira de tirar um vestido")                                                                      | - Lançado: 03 de março de 2013 (JP) - Gravadora: Gesukiwa Records - Formatos: CD, download digital    | 123               | 14,000      |
| Odorenai nara, Gesu ni Natte Shimae yo (踊れないなら、ゲスになってしまえよ, "Se você não consegue dançar, você será completamente rude") | - Lançado: 04 de dezembro de 2013 (JP) - Gravadora: Gesukiwa Records - Formatos: CD, download digital | 28                | 40,000      |
| Minna Normal (みんなノーマル, "Todos normais")                                                                                           | - Lançado: 12 de abril de 2014 (JP) - Gravadora: Unborde - Formatos: CD, download digital             | 11                | 37,000      |

## Prêmios e indicações
| Ano  | Cerimônia                       | Prêmio                       | Obra indicada                                                                 | Resultado |
| ---- | ------------------------------- | ---------------------------- | ----------------------------------------------------------------------------- | --------- |
| 2014 | CD Shop Awards                  | Grande Prêmio                | "Odorenai nara, Gesu ni Natte Shimae yo" (踊れないなら、ゲスになってしまえよ) | Indicado  |
| 2015 | CD Shop Awards                  | Prêmio de melhor artista     | "Gesu no Kiwami Otome" (ゲスの極み乙女。)                                     | Venceu    |
| 2015 | 57th Japan Record Awards        | Prêmio de excelência         | "Watashi igai Watashi ja Nai no" (私以外私じゃないの)                         | Venceu    |
| 2015 | 57th Japan Record Awards        | Prêmio de gravação japonesa  | "Watashi igai Watashi ja Nai no" (私以外私じゃないの)                         | Indicado  |
| 2015 | Space Shower Music Video Awards | Artista revelação            | "Gesu no Kiwami Otome" (ゲスの極み乙女。)                                     | Venceu    |
| 2015 | MTV Europe Music Awards         | Melhor apresentação japonesa | "Gesu no Kiwami Otome" (ゲスの極み乙女。)                                     | Indicado  |
| 2016 | Space Shower Music Video Awards | Prêmio de melhor grupo       | "Gesu no Kiwami Otome" (ゲスの極み乙女。)                                     | Indicado  |